# 列斯諾伊 (斯維爾德洛夫斯克州)
58°38′52″N 59°47′51″E / 58.64778°N 59.79750°E
列斯諾伊（俄语：Лесно́й）是俄羅斯斯維爾德洛夫斯克州西部的一個保密行政區，位於圖拉河畔，距葉卡捷琳堡西北254公里。2002年人口53,195人。
1947年開埠，以支援濃縮鈾和核武器的生產。1954年被列為保密行政區，稱斯維爾德洛夫斯克-45（Свердловск-45）。1992年改為現名。